# Can Grau (Olivella)
|  | Aquest article tracta sobre Can Grau d'Olivella. Vegeu-ne altres significats a « Can Grau (desambiguació)». |

Can Grau és una masia d'Olivella (Garraf) inclosa a l'Inventari del Patrimoni Arquitectònic de Catalunya.

## Descripció
Es troba en un puig elevat, a uns 2 kilòmetres de la Plana Novella, pel camí que d'aquesta va a Olivella. La masia consta de planta baixa i pis, amb coberta a dues vessants. Les obertures són allindades excepte la porta d'entrada que té un arc de mig punt.

## Història
La masia està documentada des del segle xvi. Antigament era coneguda com a Cabafic o Cabafiga. A partir del segle xvi pertanyé a la família Grau.
Unes reformes dels anys seixanta del segle xx van fer desaparèixer una part del conjunt. Va ser adquirida per la Diputació de Barcelona el 1986 i des de 1991, un cop restaurada, funciona com a escola de natura.